# Lipinki Łużyckie
Lipinki Łużyckie (niem. Linderode) – wieś w Polsce położona w województwie lubuskim, w powiecie żarskim, siedziba gminy Lipinki Łużyckie.
W latach 1954–1972 wieś należała i była siedzibą władz gromady Lipinki Łużyckie. W latach 1975–1998 miejscowość administracyjnie należała do województwa zielonogórskiego.

## Historia
Osada łużycka ze średniowiecznym rodowodem rozlokowana na trakcie solnym. Już pod koniec XIV wieku była w posiadaniu Johanna I Schoenaicha rycerza lennika żarskich Bibernsteinów. Jego fundacją jest istniejący do dziś późnogotycki kościół parafialny. Zachowana architektura z przełomu XVIII i XIX wieku nadaje Lipinkom Łużyckim szczególnego uroku miejscowości o bogatej przeszłości.

## Zabytki
Do wojewódzkiego rejestru zabytków wpisane są:
- kościół parafialny pod wezwaniem św. Antoniego Padewskiego, z kamienia i cegły z XIV wieku, przebudowany w 1518 roku, w latach 1822–1823
- zespół dworski, ul. Nadrzeczna, z połowy XVIII wieku – XIX wieku:
  - dwór – piętrowy dwór z XIV wieku, przy ul. Głównej. Od frontu portal zwieńczony frontonem typu circulaire pootrzymywanym przez dwie kolumny doryckie. We frontonie herb rodziny von Schöneich.
  - dwie oficyny
  - park krajobrazowy, z XIX wieku/XX wieku.